# Chatrabus melanurus
Chatrabus melanurus är en fiskart som först beskrevs av Barnard 1927.  Chatrabus melanurus ingår i släktet Chatrabus och familjen paddfiskar. Inga underarter finns listade i Catalogue of Life.